# Fritz Grau (Bobfahrer)
Fritz Grau (* 8. November 1894 in Friedrichshagen (Landkreis Niederbarnim); † 5. Juli 1945 in Posen) war ein deutscher Bobfahrer.

## Karriere
Fritz Grau sollte bei den Olympischen Winterspielen 1932 in Lake Placid im Zweierbob zusammen mit Albert Brehme antreten. Beim Training jedoch gab es einen Sturz, bei dem Grau sich schwer verletzte und deswegen nicht antreten konnte, sogar der Bürgermeister von New York Jimmy Walker besuchte den Athleten im Krankenhaus. Vier Jahre später bei den Winterspielen in Garmisch-Partenkirchen belegten die beiden den sechsten Platz. Grau wurde 1929 und 1934 mit Brehme im Zwei-Mann-Bob Deutscher Meister. Im Fünferbob gelang ihm dies 1929.
Zudem konnte er zwei Bronzemedaillen bei den Bob- und Skeleton-Weltmeisterschaften gewinnen, im Viererbob 1930 sowie 1933 im Zweierbob.
Zum 1. Mai 1933 trat er der NSDAP bei (Mitgliedsnummer 2.582.505), er war auch Mitglied der SS.